# III. Armee-Korps (Deutsches Heer)
Il III. Armee-Korps fu una grande unità dell'esercito imperiale tedesco impegnata durante la prima guerra mondiale con quartier generale di Berlino, dove prima della guerra faceva parte del IV. Armee-Inspektion.

Il III. Armee-Korps era composto da:
- 5. Divisione a Francoforte sull'Oder
- 6. Divisione a Brandenburgo
- Landwehr-Inspektion a Berlino
- Brandenburgisches Jäger-Bataillon Nr. 3
- Maschinengewehr-Abteilung Nr. 7
- Pionier-Bataillon von Rauch (Brandenburgisches) Nr. 3
- Telegraphen-Bataillon Nr. 2
- Brandenburgisches Train-Bataillon Nr. 3

## Storia
Durante la guerra franco-prussiana del 1870-'71, al comando del Corpo vi era il generale Constantin von Alvensleben, che partecipò alle operazioni dell'esercito durante la battaglia di Spicheren e in particolare la durante la battaglia di Mars-la-Tour/Vionville; il III. Armee-Korps fu protagonista nella ritirata dell'esercito francese fino al fiume Reno durante la battaglia di Gravelotte, dove i tedeschi riuscirono ad accerchiare 180.000 soldati intorno alla fortezza di Metz.
Dopo l'assedio di Metz il 27 ottobre 1870, il III. Armee-Korps fu costretto a ripiegare nello spazio tra Parigi e Orleans, dove l'attacco dell'Armée de la Loire ("Armata della Loira") cercò di rallentare e quindi fermare l'ala sinistra tedesca durante la battaglia di Beaune-la-Rolande: l'arrivo del III. e del X. Corpo riuscì a tramutare una probabile sconfitta in una vittoria tedesca.
Dopo aver fermato l'attacco francese, il III. Corpo insieme ad altre unità dell'esercito di Federico Carlo di Prussia ottenne altre vittorie con la conquista di Orleans, e con la vittoria durante la battaglia di Beaugency dove l'esercito francese patì una sonora sconfitta. Infine anche nella battaglia di Le Mans del gennaio 1871 fu impiegato al centro dell'attacco il III. Corpo che contribuì fortemente alla conquista della città.

### Prima guerra mondiale
Durante la Grande Guerra il III. Corpo fu inquadrato nella 1. Armee del Generaloberst Alexander von Kluck, all'estrema destra del fronte tedesco, con il compito di aggirare attraverso prima il Belgio, poi il fiume Somme quasi alla foce, e infine dirigersi verso l'interno convergendo verso Parigi.
Quindi la 1. Armee e il III. Corpo all'epoca comandato da Ewald von Lochow, si scontrò con il BEF di Douglas Haig,
subendo una significativo rallentamento delle operazioni e poi la definitiva stasi del fronte nella guerra di trincea che caratterizzo tutto il fronte occidentale.

## Comandanti
| Comandante                                                | Anno di inizio del comando | Grado                  |
| --------------------------------------------------------- | -------------------------- | ---------------------- |
| Walther von Lüttwitz                                      | 1916                       | Generalleutnant        |
| Ewald von Lochow                                          | 1913                       | General der Infanterie |
| Karl von Bülow                                            | 1903                       | General der Infanterie |
| Viktor von Lignitz                                        | 1896                       | General der Infanterie |
| Friedrich von Hohenzollern-Sigmaringen                    | 1893                       | General der Kavallerie |
| Maximilian von Versen                                     | 1890                       | General der Kavallerie |
| Walther Bronsart von Schellendorff                        | 1888                       | General der Infanterie |
| Hermann von Wartensleben                                  | 1884                       | General der Kavallerie |
| Alexander August Wilhelm von Pape                         | 1881                       | General der Infanterie |
| Julius von Groß gen. von Schwarzhoff                      | 1874                       | General der Infanterie |
| Constantin von Alvensleben                                | 1870                       | General der Kavallerie |
| prima del 1871                                            |                            |                        |
| Friedrich Karl von Preußen                                | 1860                       | Generalleutnant        |
| Wilhelm Fürst von Radziwill                               | 1858                       | General der Infanterie |
| August Prinz von Württemberg                              | 1857                       | Generalleutnant        |
| Friedrich von Wrangel                                     | 1849                       | General der Kavallerie |
| Karl Christian von Weyrach                                | 1840                       | General der Infanterie |
| Adolf Eduard von Thile                                    | 1838                       | Generalleutnant        |
| Wilhelm Prinz von Preußen                                 | 1825                       | Generalleutnant        |
| rappresentato dal Comandante generale del II.Armee-Korps. | 1820                       |                        |
| Bogislav Friedrich Emanuel von Tauentzien                 | 1815                       | General der Infanterie |